# Valerio Laspro

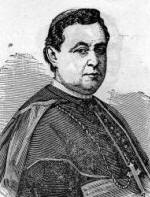
Valerio Laspro, aartsbisschop van Salerno

Valerio Laspro (Balvano, 22 juli 1827 – Salerno, 22 september 1914) was een prelaat in het Koninkrijk der Beide Siciliën en in het eengemaakte koninkrijk Italië. Hij was bisschop van Gallipoli (1859-1872), bisschop van Lecce (1872-1877) en aartsbisschop van Salerno-Acerno (1877-1914) tot zijn dood.
Politiek heeft hij zich verzet tegen de eenmaking van Italië.

## Levensloop
Laspro werd geboren in Balvano in de regio Basilicata in het Koninkrijk der Beide Siciliën. Zijn ouders waren Emanuele Laspro en Camilla de Robertis uit een welstellende familie in Balvano. Na zijn priesterstudies in Muro Lucano in Basilicata en een doctoraat theologie aan de universiteit van Napels en in Rome, werd hij in 1850 tot priester gewijd. Zijn kerkelijke carrière startte als vicaris-generaal in het bisdom Venafro; Laspro was tevens docent godgeleerdheid aan de universiteit van Napels.

### Bisdom Gallipoli
In 1859 werd Laspro bisschop van Gallipoli, dankzij de steun van koning Frans II der Beide Siciliën van het Huis Bourbon. Frans II was de laatste koning der Beide Siciliën. In 1860-1861, bij de val van het koninkrijk, militeerde bisschop Laspro in pro-Bourbon kringen. In zijn geboortedorp Balvano nam hij de leiding op zich van de royalistische kring. Ook in Napels, de hoofdstad, bleef hij tot de val van het koninkrijk, voorstander van het Huis Bourbon. Hij nam de vlucht naar Rome, in de Pauselijke Staat, in 1861. 
Nadien, na de eenmaking van Italië (met uitzondering van Latium dat pauselijke bezit bleef) door het Huis Savoye keerde hij naar Zuid-Italië terug. Bisschop Laspro ijverde voor het voortbestaan van de Pauselijke Staat. Hij nam deel aan het Eerste Vaticaans Concilie in de jaren 1869-1870. In 1870, na de inname van Rome, vielen ook Rome en Latium finaal onder het koninkrijk Italië. De politieke rol van Laspro was uitgespeeld.

### Bisdom Lecce
Van 1872 tot 1877 was Laspro bisschop van Lecce en leidde hij een teruggetrokken leven.

### Aartsbisdom Salerno
In 1877 kreeg Laspro van paus Pius IX, de paus van het Eerste Vaticaans Concilie, de aartsbisschoppelijke zetel van Salerno en Acerno. Laspro werd voor de burgerlijke rechtbank gedaagd: de overheid van Salerno pikte de pauselijke benoeming niet. Laspro kreeg te horen dat de Italiaanse Staat zeggenschap had over de aartsbisschoppelijke troon van Salerno. Immers, dit ging terug op het concordaat tussen keizer Karel V, koning van Napels, en paus Clemens VII op 29 juni 1529. Pas in 1879 kreeg Laspro de pauselijke benoeming erkend bij de rechtbank en deed hij zijn intrede in Salerno. 
Als aartsbisschop organiseerde hij de katholieke pers. Hij stimuleerde tevens de missiewerken. Hij stierf op 87-jarige leeftijd in Salerno.